# مشروع كيميدوري ريبون
مشروع كيميدوري ريبون هو حملة يابانية لوقف اختطاف الاطفال.
تشير الكلمة اليابانية «كيميدوري» إلى اللون الأخضر الفاتح.